# Alstroemeria brasiliensis
Alstroemeria brasiliensis este o specie de plante monocotiledonate din genul Alstroemeria, familia Alstroemeriaceae, descrisă de Spreng.. Conform Catalogue of Life specia Alstroemeria brasiliensis nu are subspecii cunoscute.